# 加藤泰興
加藤 泰興（かとう やすおき）は、江戸時代前期の大名。伊予国大洲藩2代藩主。官位は従五位下・出羽守。槍術の達人で加藤家伝流槍術の開祖。

## 略歴
慶長16年（1611年）、伯耆国米子藩主・加藤貞泰の長男として米子にて誕生。
しばらくして、加藤家は伊予国大洲藩へ移封となり、元和9年（1623年）に父が死去したため、跡を継ぎ2代藩主となる。なお、江戸幕府から弟の直泰への1万石分与（伊予国新谷藩）の内諾が下されたが泰興はこれを認めず、寛永16年（1639年）に内分分知という形で決着するまで藩内では対立が続いた。
元和10年（1624年）に出羽守に補任される。家臣団編成や軍備強化など、藩政の確立と強化に尽力した。また、大坂城や江戸城の改修、仙洞御所の普請工事、蒲生忠知（伊予国松山藩）改易や生駒高俊（讃岐国高松藩）改易、山崎治頼（讃岐丸亀藩）改易による城の在番などの公役をよく務めている。臨済宗の僧・盤珪永琢に教えを受け、寛文7年（1667年）に福田寺を創建し、山林を寄進した。
また、備中国足守藩主・木下利当より淡路流槍術を学び、加藤家伝流を開き、槍遣いの達人と称された。
延宝2年（1674年）2月25日、嫡孫の泰恒に家督を譲って隠居し、剃髪して月窓と号した。
延宝5年（1677年）閏12月16日に死去。享年67。

## 系譜
- 父：加藤貞泰（1580-1623）
- 母：法眼院 - 小出吉政の娘
- 正室：吉 - 岡部長盛の娘
  - 長男：加藤泰義（1629-1668）
- 継室：伊勢 - 戸沢政盛の娘
- 生母不明の子女
  - 次男：加藤泰堅
  - 三男：加藤泰茂
  - 女子：加藤光信室
  - 女子：大橋重義室
  - 女子：松浦昌正室